# Setoka
Setoka (せとか) ist eine kernlose und sehr süße japanische Zitrusfrucht, die eine gekreuzte Hybride aus Murcott und Kuchinotsu Nr. 37 – der Hybriden aus Kiyomi und Encore Nr. 2 – ist. Am 9. April 1998 wurde sie als „Tangor Nōrin Nr. 8“ unter der Nummer 9398 ins japanische Sortenregister eingetragen und ist damit eine geschützte Sorte im Erlass über Saatgut von 2001. Der Schutz wird bis in den Oktober 2026 gültig sein.

## Sortenbeschreibung
Eine typische in der Form abgeplattete Frucht wiegt 200 bis 280 g. Sie ist dünnschalig, weich und leicht schälbar. Ihr Geschmack ist lieblich, aromatisch und ähnelt dem der Murcott. Die Früchte werden im Februar reif und enthalten keine oder bis zu fünf Kerne. Setoka sind sehr süß. Der Zuckergehalt liegt bei 12 bis 13 Grad Brix. Der niedrige Zitronensäuregehalt liegt bei 0,8 bis 1,0 %.